# Balej-Nunatak
Der Balej-Nunatak (bulgarisch нунатак Балей nunatak Balej) ist ein 495 m hoher und felsiger Nunatak im Grahamland auf der Antarktischen Halbinsel. Auf der Trinity-Halbinsel ragt er aus den südöstlichen Ausläufern des Mancho Buttress an der Nordseite des Aitkenhead-Gletschers 4,69 km nordwestlich des Chitar-Petar-Nunataks, 6,45 km nordnordwestlich des Mount Roberts und 10,25 km südwestlich des Mount Bradley auf.
Deutsche und britische Wissenschaftler nahmen 1996 seine Kartierung vor. Die bulgarische Kommission für Antarktische Geographische Namen benannte ihn 2010 nach der Ortschaft Balej im Nordwesten Bulgariens.